# واين روبسون
واين روبسون هو ممثل كندي، ولد في 29 أبريل 1946 في كندا، وتوفي في 4 أبريل 2011 بتورونتو في كندا بسبب نوبة قلبية.

## أعمال

### أفلام
- (1990) المنقذون في أستراليا[5][6]
- (1997) بيبي لونغستوكنغ
- (1997) فتنة[7]
- (1997) مكعب[8]
- (1998)  ملك الفيلة[9]
- (2003) لفة خاطئة[10]
- (2007)  نهاية مميتة
- (2008) هولك الخارق[11][12][13][14]
- (2009) سرفايفل أوف ذا ديد[15]

### مسلسلات
- مغامرات تان تان

## وصلات خارجية
- واين روبسون على موقع IMDb (الإنجليزية)
- واين روبسون على موقع أول موفي (الإنجليزية)
- واين روبسون على موقع قاعدة بيانات الفيلم (الإنجليزية)